# コーリー・レイ
コーリー・ダンテ・レイ（Corey Donte Ray、1994年9月22日 - ）は、アメリカ合衆国・イリノイ州シカゴ出身のプロ野球選手（外野手）。左投左打。現在は、フリーエージェント。

## 経歴
2013年のMLBドラフト33巡目（全体987位）でシアトル・マリナーズから指名されたが、これを拒否してルイビル大学へ進学。ルイビル大学では俊足巧打の外野手として活躍し、2年目の2015年には大学野球アメリカ合衆国代表に選出された。
2016年、アトランティック・コースト・カンファレンスのリーグ戦で打率.310、15本塁打、60打点、44盗塁の好成績を残す。そして、同年のMLBドラフト1巡目（全体5位）でミルウォーキー・ブルワーズから指名され、6月24日にブルワーズと契約を交わし入団。傘下A+級ブレバード・カウンティ・マナティーズでキャリアを開始した。
2018年には傘下AA級ビロクシ・シャッカーズで打率.239、27本塁打、74打点、37盗塁の成績を残し、同チームが属するサザンリーグのシーズン最優秀選手に選ばれた。
2019年は傘下AAA級サンアントニオ・ミッションズに昇格したがシーズン途中に故障し、打率も1割台に終わった。シーズン終了後には40人枠入りを果たしたが、翌2020年は新型コロナウイルス感染症の世界的流行に伴いマイナーリーグの全試合が中止され、マイナーでの試合出場はなかった。
2021年は当初傘下AAA級ナッシュビル・サウンズでプレーしていたが、4月24日にメジャー初昇格。同日の対シカゴ・カブス戦（リグレー・フィールド）の5回表にフレディ・ペラルタの代打としてメジャー初出場を果たし、アドバート・アルゾレイから四球を選んだ。
2022年は傘下AA級ピロクシでも打率2割台前半、傘下AAA級ナッシュビルでは打率.199の成績で、メジャー昇格は果たせなかった。オフにFAとなった。

## 詳細情報

### 年度別打撃成績
| 年 度    | 球 団    | 試 合 | 打 席 | 打 数 | 得 点 | 安 打 | 二 塁 打 | 三 塁 打 | 本 塁 打 | 塁 打 | 打 点 | 盗 塁 | 盗 塁 死 | 犠 打 | 犠 飛 | 四 球 | 敬 遠 | 死 球 | 三 振 | 併 殺 打 | 打 率 | 出 塁 率 | 長 打 率 | O P S |
| -------- | -------- | ----- | ----- | ----- | ----- | ----- | -------- | -------- | -------- | ----- | ----- | ----- | -------- | ----- | ----- | ----- | ----- | ----- | ----- | -------- | ----- | -------- | -------- | ----- |
| 2021     | MIL      | 1     | 3     | 2     | 1     | 0     | 0        | 0        | 0        | 0     | 0     | 0     | 0        | 0     | 0     | 1     | 0     | 0     | 1     | 0        | .000  | .333     | .000     | .333  |
| MLB：1年 | MLB：1年 | 1     | 3     | 2     | 1     | 0     | 0        | 0        | 0        | 0     | 0     | 0     | 0        | 0     | 0     | 1     | 0     | 0     | 1     | 0        | .000  | .333     | .000     | .333  |

- 2021年度シーズン終了時

### 年度別守備成績
| 年 度 | 球 団 | 右翼（RF） | 右翼（RF） | 右翼（RF） | 右翼（RF） | 右翼（RF） | 右翼（RF） |
| 年 度 | 球 団 | 試 合      | 刺 殺      | 補 殺      | 失 策      | 併 殺      | 守 備 率   |
| ----- | ----- | ---------- | ---------- | ---------- | ---------- | ---------- | ---------- |
| 2021  | MIL   | 1          | 2          | 0          | 0          | 0          | 1.000      |
| MLB   | MLB   | 1          | 2          | 0          | 0          | 0          | 1.000      |

- 2021年度シーズン終了時

### 記録
NCAA
- 大学野球アメリカ合衆国代表選出：1回（2015年）

MiLB
- オールスター・フューチャーズゲーム選出：1回（2017年）

### 背番号
- 3（2021年 - ）